# La Traversée des Alpes de Souvorov
La Traversée des Alpes de Souvorov (en russe : Переход Суворова через Альпы) est un tableau du peintre russe Vassili Sourikov réalisé en 1899. C'est une peinture à l'huile sur toile dont les dimensions sont de 495 × 373 cm. Le n° d'inventaire au Musée russe à Saint-Pétersbourg, où se trouve le tableau, est Ж-4242. 

## Réalisation
Le tableau représente l'un des épisodes de la campagne suisse du général russe Souvorov à l'époque des guerres napoléoniennes et de la campagne d'Italie. Plus précisément au moment du passage du col du Panix, quand l'armée du général russe Souvorov descend déjà la montagne. Ce sont probablement les évènements qui suivent ceux représentés sur le tableau d'Alexandre von Kotzebue Le Passage du col du Panix par Souvorov en octobre 1799. Mais de pareilles descentes pouvaient avoir lieu à d'autres moments de la campagne. Le peintre Sourikov ne s'intéresse pas au côté documentaire ou épisodique.
L'épisode décrit est utilisé par le peintre pour révéler l'essence morale et psychologique des évènements.
Le rythme de la marche des soldats russes se transforme soudain en un glissement individuel et chaotique d'une descente abrupte. L'anxiété se lit sur le visage de ceux qui sont à l'arrière et se transforme en peur chez ceux qui sont déjà plus bas. Au centre du tableau certains rient : rire nerveux dû au stress et à la fatigue, admiration sans borne pour l'image du chef, réponse à une plaisanterie du général ? Souvorov, « sans chapeau, les cheveux en désordre, encourage par des lazzi, du haut de son petit cheval, ses enfants accrochés aux parois d'un précipice vertigineux ».
Seule une confiance illimitée dans leur commandement et la foi dans le succès semble pousser ces hommes en avant. 
L'un des soldats fait le signe de croix avant d'entamer la descente, mais chez ceux qui sont plus bas, c'est déjà la détermination qui se lit sur les visages.

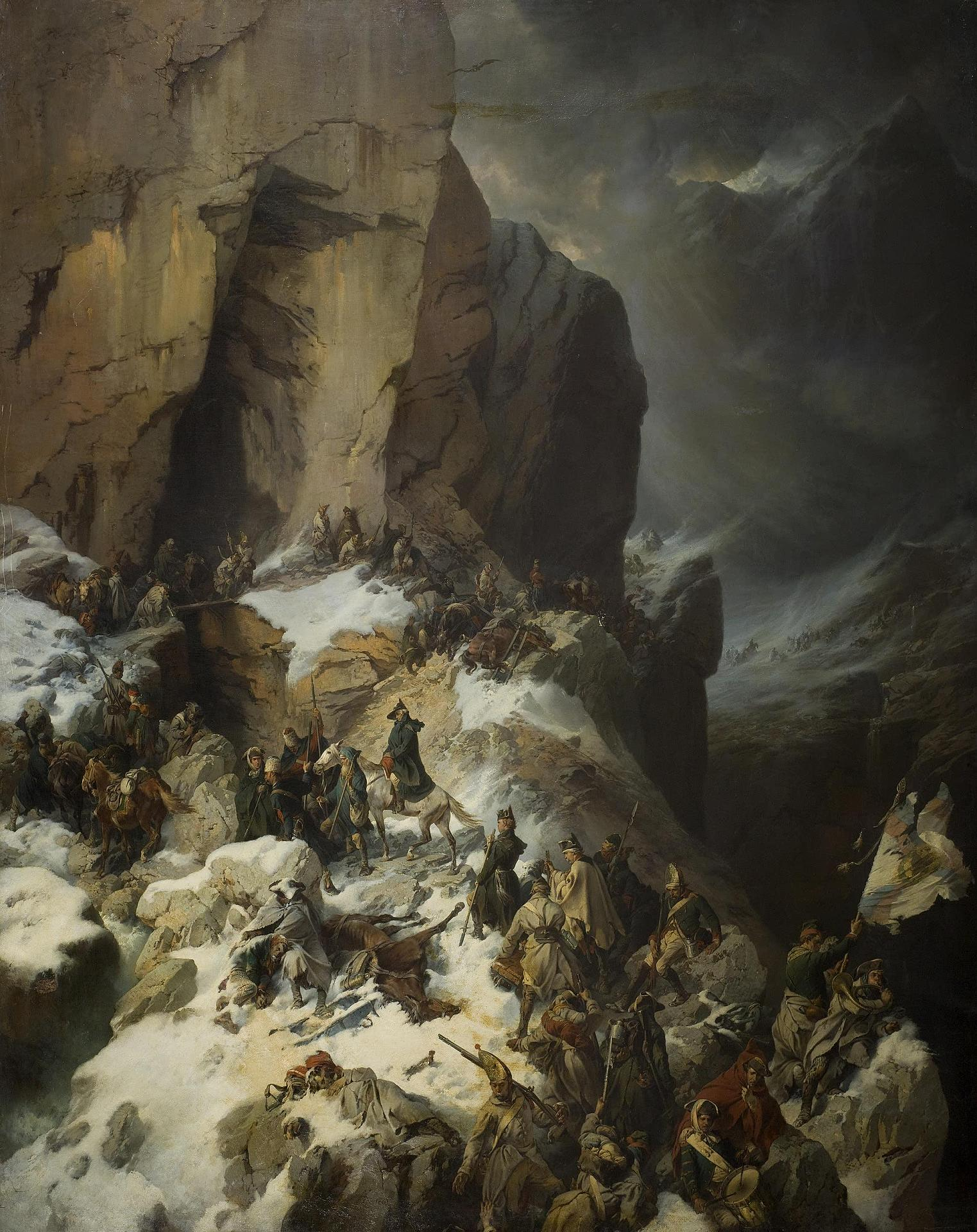
Souvorov passe le col du Panix en octobre 1799 pendant la campagne d'Italie, peinture d'Alexandre von Kotzebue, Musée de l'Ermitage (1860)

## Histoire de la composition
C'est en octobre 1895 que le peintre Sourikov conçoit le tableau La traversée des Alpes de Souvorov. L'été 1897, Sourikov visite la Suisse et y réalise des croquis préparatoires. Le premier modèle que le peintre trouve pour l'aider à représenter le général Souvorov est un officier cosaque à la retraite de Krasnoïarsk, un certain Fiodor Fiodorovitch Spiridonov, qui à l'époque avait déjà 82 ans. En 1898, Sourikov réalise encore des études pour son tableau avec comme modèle un certain Grigori Nikolaïevitch Smirnov, professeur de chant au gymnase de Krasnoïarsk qui possédait aussi un cheval blanc. Le travail sur son tableau s'est achevé en 1899, cent ans après les évènements. Celui-ci est alors exposé à Saint-Pétersbourg, où il est acquis par l'empereur Nicolas II.
Aujourd'hui, le tableau est exposé au Musée russe à Saint-Pétersbourg.

## Appréciation
Le peintre russe Alexandre Benois rapprochait cette œuvre de celle de Fiodor Dostoïevski en littérature. Le style de Sourikov a trouvé dans le personnage de Souvorov un parfait exemple du mélange du sublime et du grotesque propre aux héros de Dostoïevski.  